# Helmut Friedel (Fußballspieler)
Helmut Friedel (* 19. Oktober 1949 in Böhlen) ist ein ehemaliger deutscher Fußballspieler, der 1977/78 für Chemie Böhlen in der DDR-Oberliga, der höchsten Spielklasse im DDR-Fußball, aktiv war.

## Sportliche Laufbahn
Mit elf Jahren wurde Helmut Friedel 1960 in die Nachwuchsabteilung der Betriebssportgemeinschaft (BSG) Chemie Böhlen aufgenommen. Von 1969 bis 1970 absolvierte er einen 18-monatigen Wehrdienst in Meiningen und spielte in dieser Zeit mit der 2. Mannschaft der Armeesportgemeinschaft ASG Vorwärts Meiningen in der drittklassigen Bezirksliga Suhl.
Nach seiner Entlassung aus der Nationalen Volksarmee kehrte er zu Chemie Böhlen zurück und spielte mit der 1. Männermannschaft erstmals in der Saison 1970/71 in der zweitklassigen DDR-Liga. Bei 30 Punktspielen wurde er 14-mal aufgeboten und schoss sein erstes Tor im DDR-weiten Ligenbetrieb. Nachdem er 1971/72 nur sieben Ligaspiele bestritten hatte, wechselte er zur Spielzeit 1972/73 zur 2. Mannschaft des 1. FC Lokomotive Leipzig, die ebenfalls in der DDR-Liga vertreten war. Nach nur neun Ligaeinsätzen kehrte er mit Beginn der Saison 1973/74 wieder zu Chemie Böhlen zurück. Auch dort spielte er zunächst nur in neun Ligaspielen, wurde anschließend aber in sieben der acht Oberliga-Aufstiegsspiele eingesetzt, in denen Böhlen den Aufstieg verpasste. Während sich Friedel 1974/75 mit 17 Einsätzen bei 22 Ligaspielen in den Spielerstamm hineinspielte, war er in den folgenden beiden Spielzeiten mit insgesamt nur elf Punktspielteilnahmen wieder nur Ersatzspieler. 1977 nahm die BSG Chemie erneut an der Aufstiegsrunde teil, und wieder wirkte Friedel bei sieben Qualifikationsspielen mit.
Diesmal gelang der Aufstieg in die Oberliga, und Friedel wurde für die Saison 1977/78 in das Oberligakollektiv aufgenommen. Im Gegensatz zu seinen enttäuschenden Erfahrungen in der zweitklassigen DDR-Liga, war er von Beginn an bei den Oberligaspielen dabei und kam bis zum Saisonende als Mittelfeldspieler zu 20 Einsätzen. Obwohl auch für die Oberligasaison 1978/79 wieder im Aufgebot, kam er in der Oberliga gar nicht zum Einsatz. Nach zwei Spielzeiten musste Chemie Böhlen wieder in die DDR-Liga absteigen. In der DDR-Liga-Saison 1979/80 bestritt Friedel noch vier Punktspiele, danach tauchte er im höheren Ligenbetrieb nicht mehr auf. Dort lautet seine Bilanz: 20-mal Oberliga (kein Tor), 71-mal DDR-Liga (sieben Tore) und 14-mal Aufstiegsrunde (kein Tor).
Nachdem Friedel seine Laufbahn als aktiver Fußballspieler beendet hatte, schlug er eine Karriere als Fußballtrainer ein. Zunächst war er bis 1996 Nachwuchstrainer in Böhlen, danach trainierte er unterklassige Vereine in Hausdorf, Stötteritz und Liebertwolkwitz.